# Resolutie 2395 Veiligheidsraad Verenigde Naties
Resolutie 2395 van de Veiligheidsraad van de Verenigde Naties werd op 21 december 2017 met unanimiteit van stemmen aangenomen door de VN-Veiligheidsraad. De resolutie verlengde het Uitvoerend Directoraat van het Antiterrorismecomité (CTED) tot 31 december 2021.

## Standpunten
Egypte betreurde het dat de resolutie niet sprak over de financiering van het CTED. Volgens het land, dat voorzitter van het Antiterrorismecomité was, was dit een probleem dat het werk van de organisatie trof. Daarnaast vond Egypte dat ingaan tegen terroristische retoriek een cruciale taak van het CTED moest zijn.
De Verenigde Staten zei dat er nood was aan een flexibel CTED dat kon reageren op nieuwe dreigingen. Men verwelkomde ook de nieuwe directeur Michèle Coninsx, en onderschreef haar visie voor een sterk en dynamisch CTED. Het benadrukte ook de drie doelstellingen van deze resolutie:
- Het evalueren van de uitvoering van resoluties tegen terrorisme door landen;
- Het versterken van het CTED als vroegtijdig waarschuwingssysteem;
- Het CTED plaatsen in de hervormde antiterrorismestructuur van de VN.

Over de jaren had men geleerd dat men tegelijkertijd justitie moest versterken, de financiering van terrorisme afsnijden, de luchtvaart beter beveiligen en belangrijke infrastructuur beveiligen om terrorisme tegen te gaan. Een belangrijk element was nu de strijd tegen gewelddadig extremisme geworden.

## Inhoud
In juli 2016 had een evaluatie het belang van een geïntegreerde en gebalanceerde uitvoering van de vier pijlers van de globale strategie tegen terrorisme bevestigd. In juni 2017 had de Algemene Vergadering het Bureau voor Antiterrorisme (UNOCT) opgericht, dat hier mede voor moest zorgen.
Het CTED van de Veiligheidsraad, dat de uitvoering van resolutie 1373 moest bewerkstelligen, werd verlengd tot 31 december 2021. Haar voornaamste functie was het evalueren van de manier waarop landen de resoluties 1373, 1624 en 2178 uitvoerden, en verbeteringen aanreiken. Verder moest het CTED nieuwe trends bij terroristen opmerken en evalueren.
Het CTED en het UNOCT moesten nauw gaan samenwerken, en het UNOCT werd aangespoord voort te bouwen op de analyses van het CTED. Het CTED kreeg ook de opdracht jaarlijks een lijst op te stellen van landen waar het naartoe zou moeten gaan voor een evaluatie. In 2017 was het CTED in meer dan twintig landen geweest, maar een aantal landen waren nog nooit bezocht. Hoge functionarissen van geëvalueerde landen moesten uitgenodigd worden op vergaderingen van het Antiterrorismecomité.
Lijst ·  2337 ·  2338 ·  2339 ·  2340 ·  2341 ·  2342 ·  2343 ·  2344 ·  2345 ·  2346 ·  2347 ·  2348 ·  2349 ·  2350 ·  2351 ·  2352 ·  2353 ·  2354 ·  2355 ·  2356 ·  2357 ·  2358 ·  2359 ·  2360 ·  2361 ·  2362 ·  2363 ·  2364 ·  2365 ·  2366 ·  2367 ·  2368 ·  2369 ·  2370 ·  2371 ·  2372 ·  2373 ·  2374 ·  2375 ·  2376 ·  2377 ·  2378 ·  2379 ·  2380 ·  2381 ·  2382 ·  2383 ·  2384 ·  2385 ·  2386 ·  2387 ·  2388 ·  2389 ·  2390 ·  2391 ·  2392 ·  2393 ·  2394 ·  2395 ·  2396 ·  2397